# Eleccions legislatives malteses de 2008
Les Eleccions legislatives malteses de 2008 es van celebrar el 8 de març de 2008. El Partit Nacionalista, liderat pel primer ministre Lawrence Gonzi, guanyà novament al Partit Laborista dirigit per Alfred Sant. Les eleccions se celebraren el mateix dia que les eleccions als consells locals de Malta a 23 dels 68 consells locals.
Resum dels resultats electorals de 8 de març de 2008 la Cambra de Diputats de Malta
|                                                 | Partit Nacionalista Partit Nazzjonalista         | 143.468 | 49,34 | 35 | -  |
|                                                 | Partit Laborista Partit Laburista                | 141.888 | 48,79 | 34 | +4 |
|                                                 | Alternativa Democràtica Alternattiva Demokratika | 3.810   | 1,31  | -  | -  |
|                                                 | Acció Nacional Azzjoni Nazzjonali                | 1.461   | 0,50  | -  | -  |
|                                                 | Imperium Europa                                  | 84      | 0,03  | -  | -  |
|                                                 | Partit de Gozo Partit Għawdxi                    | 37      | 0,01  | -  | -  |
|                                                 | Total (participació 93,3%)                       | 290.799 | 100.0 | 69 |    |
| Font: DOI Arxivat 2008-04-19 a Wayback Machine. |                                                  |         |       |    |    |